# Edvin Bredefeldt
Johan Edvin Bredefeldt, född 26 maj 1985 i Örnäsets församling, Luleå, är en svensk skådespelare.

## Biografi
Bredefeldt har bland annat arbetat för Regionteatern Blekinge Kronoberg och Byteatern.. Han är bror till Nora och Einar Bredefeldt, sonson till Gösta Bredefeldt och Sara Arnia och brorson till Ellen Bredefeldt.

## Filmografi
| År   | Titel                           | Roll            | Noter     |
| ---- | ------------------------------- | --------------- | --------- |
| 2016 | Midnattssol                     |                 | 1 avsnitt |
| 2018 | Ted – För kärlekens skull       | Benny Andersson |           |
| 2020 | Top Dog                         | Liam Rosell     | 3 avsnitt |
| 2021 | Knutby                          | Pär Flodquist   |           |
| 2022 | Spelskandalen                   | Josh            |           |
| 2022 | Beck – Rage Room                | Tobban          |           |
| 2023 | Beck – Dödläge                  | Tobban          |           |
| 2023 | Maria Wern – Jacqueline         | Josef Boman     |           |
| 2023 | Börje – The Journey of a Legend | Isak Salming    |           |

## Teater

### Roller
| År   | Roll   | Produktion                                                                              | Regi                           | Teater                                      |
| ---- | ------ | --------------------------------------------------------------------------------------- | ------------------------------ | ------------------------------------------- |
| 2013 | Sancho | Framför mina tår ligger världen Gustav Tegby och Maja Salomonsson                       | Maja Salomonsson               | Byteatern                                   |
| 2013 |        | Don Quijote - Riddaren av den sorgliga skepnaden Pelle Öhlund efter Miguel de Cervantes | Pelle Öhlund                   | Byteatern/ Regionteatern Blekinge Kronoberg |
| 2018 |        | Ett dockhem Fix & Foxy, fritt efter Henrik Ibsen                                        | Pelle Nordhøj Kann Tue Biering | Byteatern                                   |
| 2019 |        | Vem tar hand om hösten? Pelle Hanæus                                                    | Pelle Hanæus                   | Byteatern                                   |
| 2019 |        | Förvandlingar Pelle Hanæus                                                              | Pelle Hanæus                   | Byteatern                                   |
| 2019 |        | Hamlet William Shakespeare                                                              | Daniel Rylander                | Byteatern                                   |
| 2020 |        | Jag springer Line Mørkeby                                                               | Daniel Rylander                | Byteatern                                   |
| 2022 |        | Natten är dagens mor Lars Norén                                                         | Mattias Nordkvist              | Byteatern                                   |